# Campeonato Europeo de Gimnasia Artística de 1967

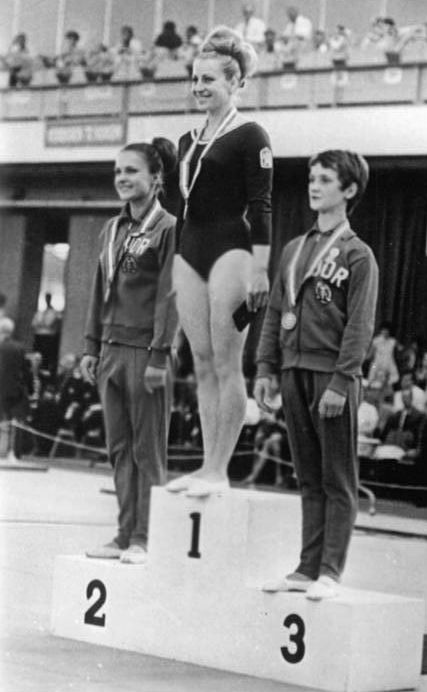
Bundesarchiv Bild 183-F0528-0048-001, Amsterdam, Campeonato Europeo de Gimnasia Femenina, Zuchold, Caslavska, Janz

El VII Campeonato Europeo de Gimnasia Artística se celebró en dos sedes distintas: el concurso masculino en Tampere (Finlandia) y el concurso femenino en Ámsterdam (Países Bajos) en el año 1967. El evento fue organizado por la Unión Europea de Gimnasia (UEG).

## Resultados

### Masculino
| Evento                 | Oro                                                            | Plata                           | Bronce                                                     |
| ---------------------- | -------------------------------------------------------------- | ------------------------------- | ---------------------------------------------------------- |
| Concurso completo ind. | Mijail Voronin Unión Soviética                                 | Viktor Lisitski Unión Soviética | Franco Menichelli · Italia ·                               |
| Suelo                  | Lasse Laine · Finlandia ·                                      | Franco Menichelli · Italia ·    | Mikołaj Kubica · Polonia ·                                 |
| Caballo con arcos      | Mijail Voronin Unión Soviética                                 | Miroslav Cerar Yugoslavia       | Gerhard Dietrich República Democrática Alemana             |
| Anillas                | Viktor Lisitski Unión Soviética Mijail Voronin Unión Soviética |                                 | Mikołaj Kubica · Polonia ·                                 |
| Salto de potro         | Viktor Lisitski Unión Soviética                                | Georgi Adamov Bulgaria          | Gerhard Dietrich República Democrática Alemana             |
| Paralelas              | Mijail Voronin Unión Soviética                                 | Franco Menichelli · Italia ·    | Giovanni Carminucci · Italia ·                             |
| Barra fija             | Viktor Lisitski Unión Soviética                                | Mijail Voronin Unión Soviética  | Franco Menichelli · Italia · Miroslav Cerar · Yugoslavia · |

### Femenino
| Evento                 | Oro                           | Plata                                       | Bronce                                   |
| ---------------------- | ----------------------------- | ------------------------------------------- | ---------------------------------------- |
| Concurso completo ind. | Věra Čáslavská Checoslovaquia | Zinaida Druzhinina Unión Soviética          | Marianna Krajcirová Checoslovaquia       |
| Salto de potro         | Věra Čáslavská Checoslovaquia | Erika Zuchold República Democrática Alemana | Karin Janz República Democrática Alemana |
| Barras asimétricas     | Věra Čáslavská Checoslovaquia | Karin Janz República Democrática Alemana    | Marianna Krajcirová Checoslovaquia       |
| Barra                  | Věra Čáslavská Checoslovaquia | Natalia Kuchinskaya Unión Soviética         | Zinaida Druzhinina Unión Soviética       |
| Suelo                  | Věra Čáslavská Checoslovaquia | Natalia Kuchinskaya Unión Soviética         | Zinaida Druzhinina Unión Soviética       |

## Medallero
| Núm. | País           | Oro | Plata | Bronce | Total |
| ---- | -------------- | --- | ----- | ------ | ----- |
| 1    | URSS           | 7   | 5     | 2      | 14    |
| 2    | Checoslovaquia | 5   | 0     | 2      | 7     |
| 3    | Finlandia      | 1   | 0     | 0      | 1     |
| 4    | RDA            | 0   | 2     | 4      | 6     |
| 5    | Italia         | 0   | 2     | 3      | 5     |
| 6    | Yugoslavia     | 0   | 1     | 1      | 2     |
| 7    | Bulgaria       | 0   | 1     | 0      | 1     |
| 8    | Polonia        | 0   | 0     | 1      | 1     |
|      | TOTAL          | 13  | 11    | 13     | 37    |